# Laj (village)
 (juin 2024).
Laj (en russe : Лаж) est un hameau du raïon de Lebiajié de l'oblast de Kirov en Russie européenne. Sa population s'élevait à 621 habitants au recensement de 2010.

## Géographie
Laj est située dans l'oblast de Kirov, un sujet de la Russie, dans le district fédéral de la Volga. Le hameau se trouve dans le raïon de Lebiajié, un raïon du centre de l'oblast,. 
Laj, comme tout l'oblast de Kirov, est située dans le fuseau horaire MSK (heure de Moscou). Le décalage horaire appliqué par rapport au temps universel coordonné est +03:00.

## Démographie
Recensements (*) et estimations de la population,:
| 2002 * | 2010* | - | - |
| ------ | ----- | - | - |
| 799    | 621   | - | - |

## Culture locale et patrimoine
Le village possède l'église de la Trinité (1806-1809 puis 1833-1835), qui est classée comme monument d'urbanisme et d'architecture de l'oblast.